# Juan Bautista Morón
Juan Bautista Morón (Mendoza, Virreinato del Perú, 1769 - Buenos Aires, Argentina, 1847) fue un militar argentino que participó en la guerra de independencia de su país.

## Biografía
Era hermano del después general Bruno Morón. Se educó en su ciudad natal y en su juventud fue comerciante.
Estando en Buenos Aires se produjo la primera de las invasiones inglesas, contra la que combatió en la llamada Reconquista de Buenos Aires. Se enroló en el Batallón de Arribeños y participó en la Defensa de Buenos Aires al año siguiente.
En 1809 ayudó a reprimir la revolución de Álzaga.
Al producirse la Revolución de Mayo, en 1810, fue uno de los más decididos partidarios del presidente de la Primera Junta, Cornelio Saavedra. Este le encargó viajar a Cuyo a reunir reclutas; al llegar a Mendoza, ya con 200 voluntarios, arrestó al teniente de gobernador Faustino Ansay, cabeza de la resistencia realista en esa ciudad. Tuvo problemas serios con el primer teniente de gobernador independiente, coronel José Moldes, por el carácter fuerte de este.
Regresó a Buenos Aires hacia fines de 1811, y fue teniente coronel y segundo jefe del regimiento de Aguerridos. A principios de 1813 participó en la campaña para frenar las depredaciones de los realistas en la costa del río Paraná, que terminó sin su participación con el combate de San Lorenzo.
En 1815 se unió al Ejército de los Andes. Cruzó dos años después a Chile y participó en la batalla de Chacabuco.
Regresó poco después a Mendoza; a fines de la década estaba de regreso en la guarnición de la ciudad de Buenos Aires, en la que llegó al grado de coronel. Tras una participación secundaria en la Anarquía del Año XX, al año siguiente fue comandante de la “Legión Patricia”, regimiento de caballería que nada tenía que ver con el regimiento fundado quince años antes por Saavedra.
Fue pasado a retiro por la reforma de Rivadavia en 1822, y se dedicó el resto de su vida al comercio, con vínculos especialmente en Cuyo.